# Orașu Nou
Orașu Nou é uma comuna romena localizada no distrito de Satu Mare, na região histórica da Transilvânia. A comuna possui uma área de 106.8 km² e sua população era de 6821 habitantes segundo o censo de 2007.